# Anabathmis hartlaubii
El suimanga de Príncipe (Anabathmis hartlaubii) es una especie de ave paseriforme de la familia Nectariniidae.

## Distribución geográfica
Es endémica de la isla de Príncipe.